# Лорета Чейс
Лорета Чейс (на английски: Loretta Chase) е американска писателка на бестселъри в жанра исторически любовен роман.

## Биография и творчество
Лорета Линда Чекани Чейс е родена на 2 юни 1949 г. в Устър, Масачузетс, САЩ, в семейството на Джордж Чекани и Реша Керхали, албански имигранти. В тийнейджърските си години пише поезия и опитва да създаде роман. Завършва гимназия в Нова Англия. Получава бакалавърска степен по английска филология от университета „Кларк“.
След дипломирането си  в продължение на 10 години заема административни постове в университета и допълнително работи във видеоиндустрията като корпоративен видео-сценарист. Там се запознава и омъжва за продуцента Уолтър Чейс, който я насърчава да пише романи.
Първият ѝ любовен роман „Isabella“ от поредицата „Семейство Тревелиан“ е публикуван през 1987 г.
През 1990 г. романът ѝ „The Sandalwood Princess“ е удостоен с наградата „РИТА“. Със същата награда е удостоен и романът ѝ „Lord of Scoundrels“ от поредицата „Негодници“ от 1995 г.
Лорета Чейс живее със семейството си в Устър.

## Произведения

### Самостоятелни романи
- Knaves' Wager (1990)
- The Sandalwood Princess (1990) – награда „РИТА“
- Royally Ever After (2015)

### Серия „Семейство Тревелиан“ (Trevelyan Family)
1. Isabella (1987)
2. The English Witch (1988)

### Серия „Регенти благородници“ (Regency Noblemen)
1. Viscount Vagabond (1989)
2. The Devil's Delilah (1989)

### Серия „Негодници“ (Scoundrels)
1. The Lion's Daughter (1992)
2. Captives of the Night (1994)
3. Lord of Scoundrels (1995) – награда „РИТА“
4. The Last Hellion (1999)

### Серия „Братя Карсингтън“ (Carsington)
1. Miss Wonderful (2004)
2. Mr. Impossible (2005)
3. Lord Perfect (2006)
4. Not Quite a Lady (2007)
5. Last Night's Scandal (2010)

### Серия „Паднали жени“ (Fallen Women)
1. Not Quite a Lady (2007)
2. Your Scandalous Ways (2008)
3. Don't Tempt Me (2009)

### Серия „Шивачки“ (Dressmakers)
1. Silk Is for Seduction (2011)   Коприна за съблазън
2. Scandal Wears Satin (2012) Скандал, облечен в сатен
3. Vixen in Velvet (2014) Изкусителка в кадифе
4. Dukes Prefer Blondes (2015) Херцозите предпочитат блондинки

### Серия „Непочтени господари“ (Disreputable Dukes)
1. A Duke in Shining Armor (2017)

### Новели
- The Mad Earl's Bride (2013)
- Falling Stars (2015)

### Сборници
- A Christmas Collection (1992) – със Стела Камерън, Джоан Хол и Линда Лейл Милър
- A Christmas Present (1994) – с Джудит Френч и Лайза Клейпас
- Three Weddings and a Kiss (1995) – с Катрин Андерсън, Лайза Клейпас и Катлийн Удиуиз
- Three Times a Bride (2010) – с Катрин Андерсън и Саманта Джеймс
- Royal Weddings (2011) – с Гаелен Фоли и Стефани Лорънс
- Royal Bridesmaids (2012) – с Гаелен Фоли и Стефани Лорънс